# Souplodí
Souplodí (latinsky apocarpium, anglicky aggregate) je soubor plodů vzniklý ze souboru volných nesrostlých pestíčků apokarpního gynecea jednoho jediného květu. Tím se liší od plodenství, které nevzniká z jednoho květu, ale z několika květů nebo z celého květenství.
Jednotlivé části souplodí jsou navzájem spojené květním lůžkem nebo do různé míry druhotně srůstají. Plody, vznikající srůstem původně volných pestíčků, se nazývají synkarpium (latinsky syncarpium, anglicky syncarp). Srůstat mohou nejen samotné plody, ale i další části květu. a vzniklé souplodí tak může připomínat jediný plod, jako je tomu u malvice jabloní nebo u šípku růží. Tyto plody jsou pak nazývány nepravé plody.

## Typy souplodí

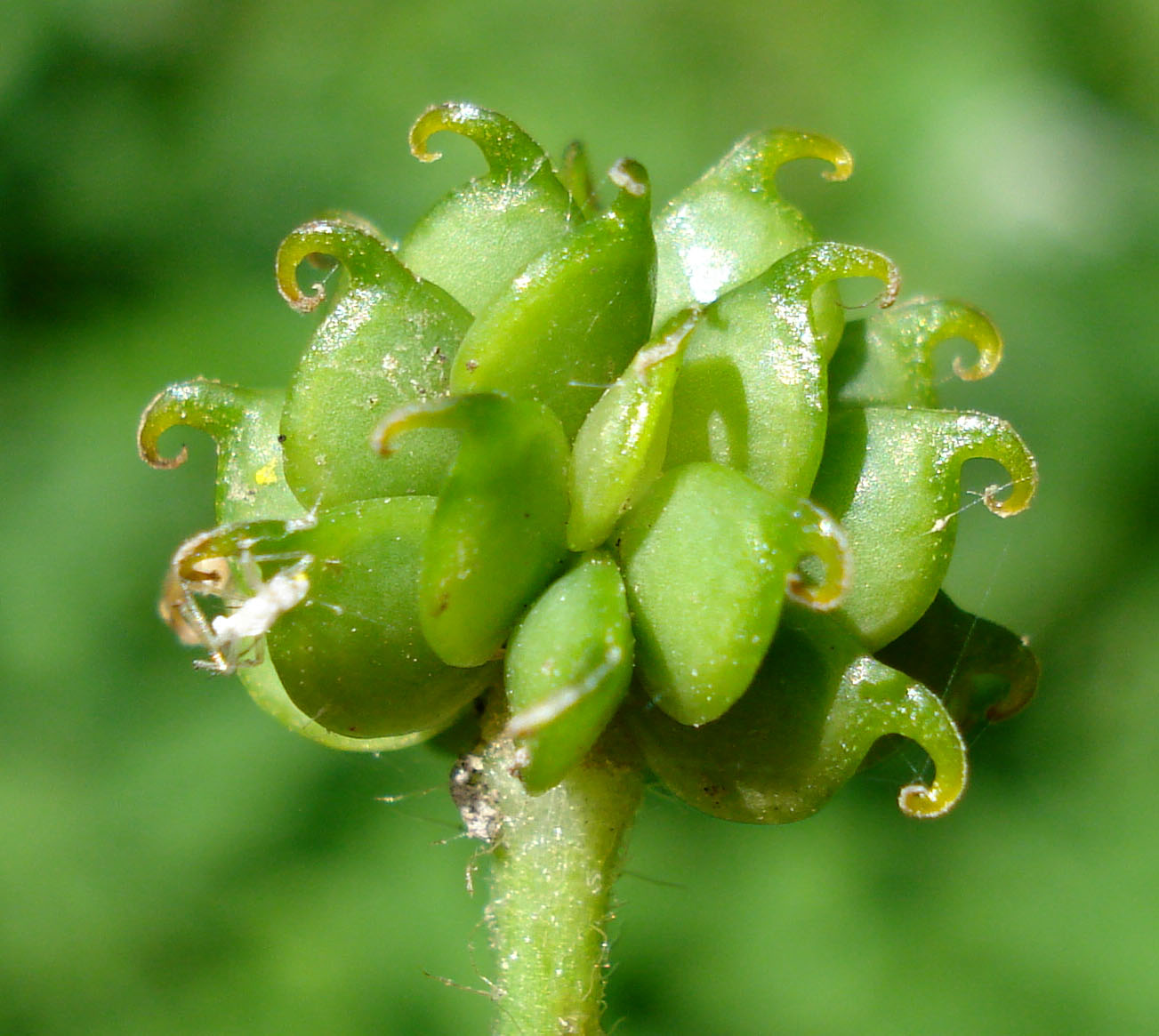
Dozrávající souplodí nažek pryskyřníku kosmatého

### Souplodí nažek
Souplodí nažek vznikající prostou přeměnou pestíčků apokarpního gynecea v nažky se nazývá latinsky achenetum. Tento typ plodů má například pryskyřník, plamének, kuklík nebo žabník jitrocelový. Tužebník má drobná souplodí nažek podobných měchýřkům, které se však neotevírají. Mochna má málo nápadná souplodí nažek se ztvrdlým oplodím, připomínajících oříšek. U plaménku se na každé nažce vyvíjí pérovitý přívěsek, umožňující šíření větrem. Nažky kuklíku jsou opatřeny háčkem, vznikajícím z vytrvalé čnělky. U kuklice se čnělky protahují v pérovitý přívěsek. Suché souplodí okřídlených nažek, tzv. samaretum, můžeme nalézt např. u liliovníku.
V některých případech se na vzniku souplodí podílejí i jiné části květu, nejčastěji květní lůžko nebo češule. Jahoda je souplodí nažek, které jsou jednotlivě zanořené do povrchu zbytnělého květního lůžka. Tento typ plodu se nazývá glandetum. a nalezneme jej u jahodníku a u příbuzného rodu jahodka (Duchesnea). Apokarpní plodolisty mohou být také obklopeny dužnatějící češulí nebo květním lůžkem podobně jako je tomu u malvice. Od malvice se tyto plody liší tím, že vnitřní prostor není rozdělen na více komůrek. Tento typ souplodí se nazývá pometum a je poměrně častý u čeledi růžovité. Náležejí sem například šípky růží. Souplodí řepíku obsahují pouze 2 nažky, uzavřené v češuli pokryté věncem háčkovitých chlupů, u rodu krvavec dokonce někdy češule obsahuje jedinou nažku a nejedná se pak fakticky o souplodí. Mimo růžovitých má tento typ plodů např. sazaník a exotické rody Eupomatia (Eupomatiaceae) a Glossocalyx (Siparunaceae). Suché dlouze ostnité plody acény (Acaena) jsou fakticky zdřevnatělé češule s ostnitými výrůstky, uzavírající nažky. Plody kožařky, připomínající bobuli nebo peckovici, jsou ve skutečnosti souplodí nažek obalených zdužnatělým okvětím.

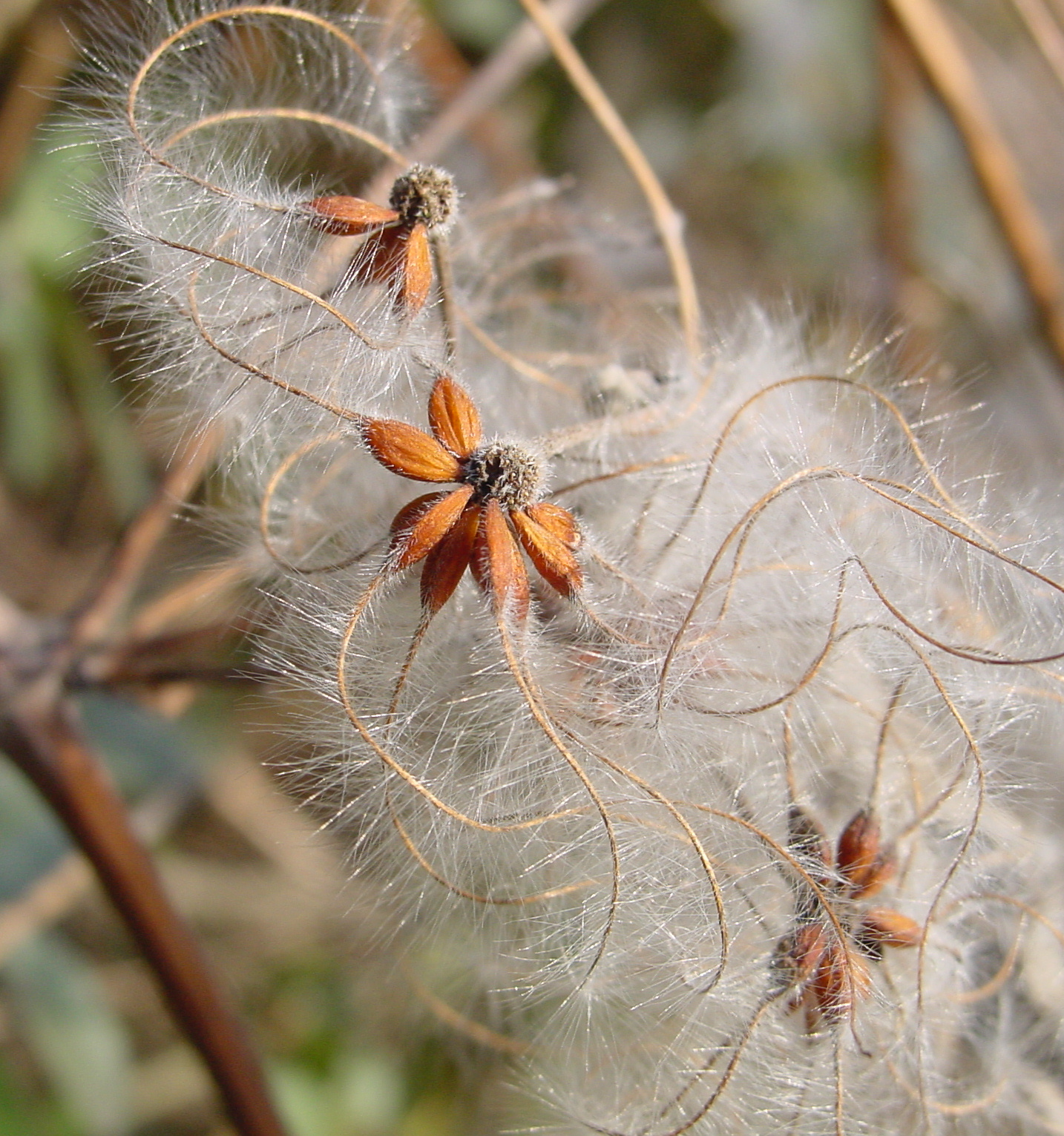
Souplodí nažek plaménku plotního
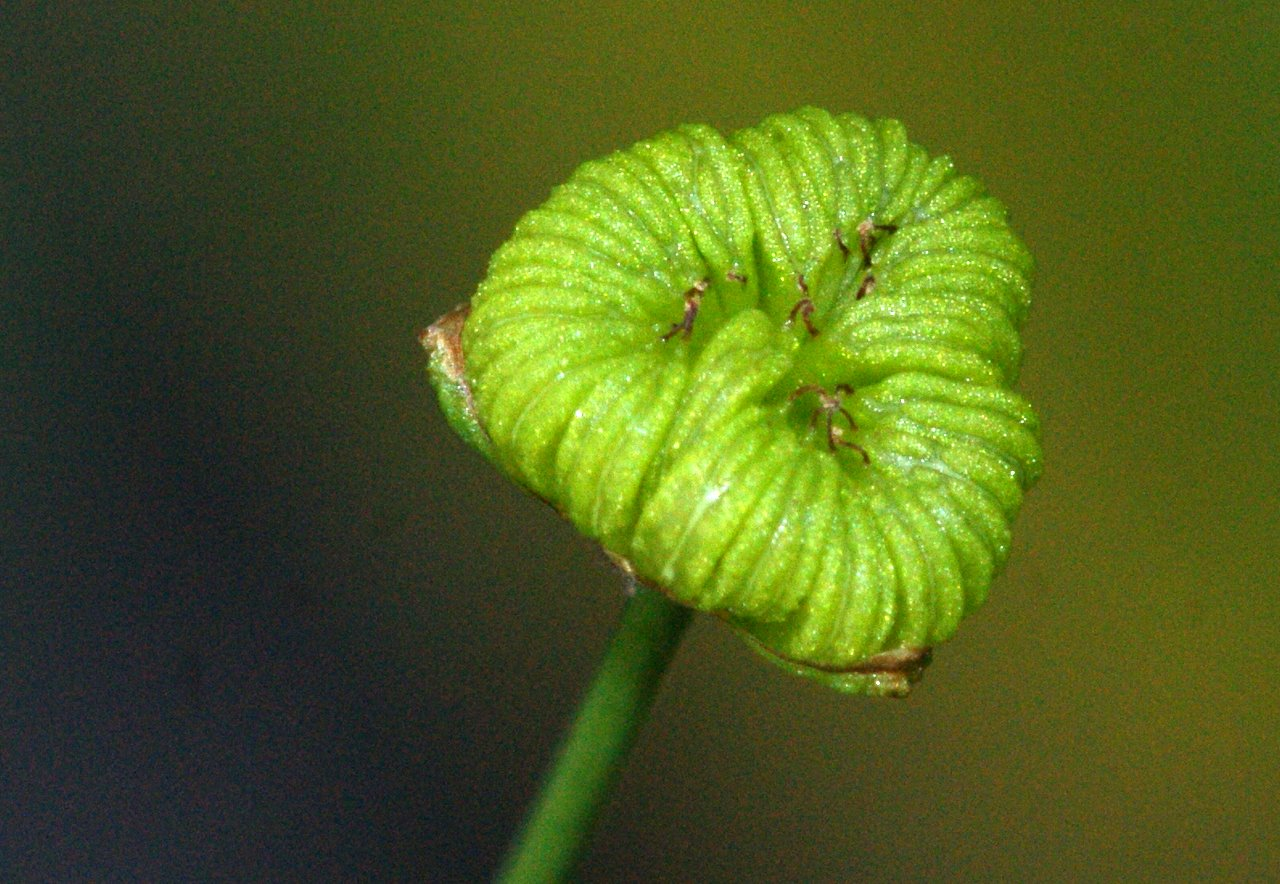
Souplodí nažek žabníku jitrocelového
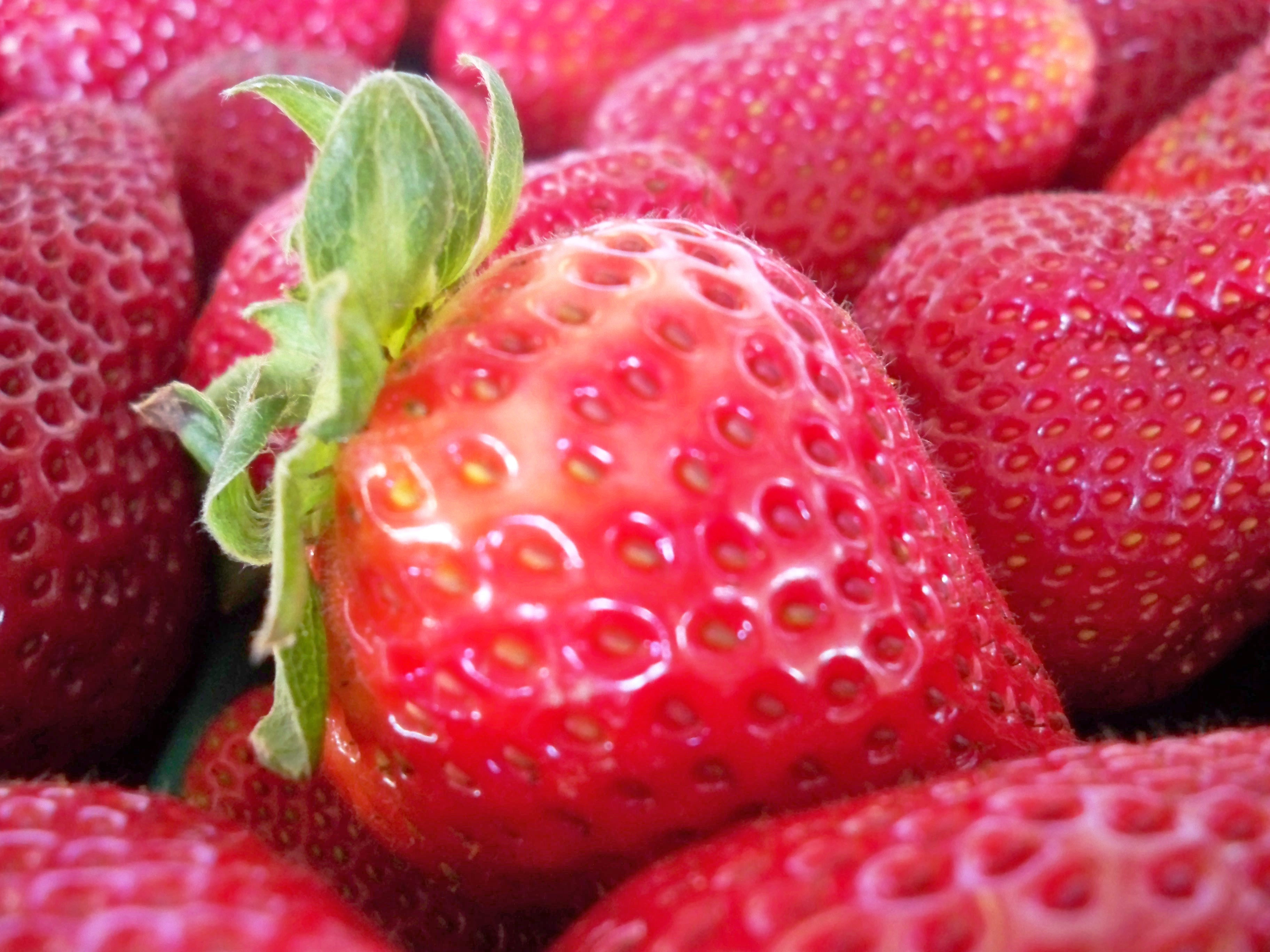
Jahody
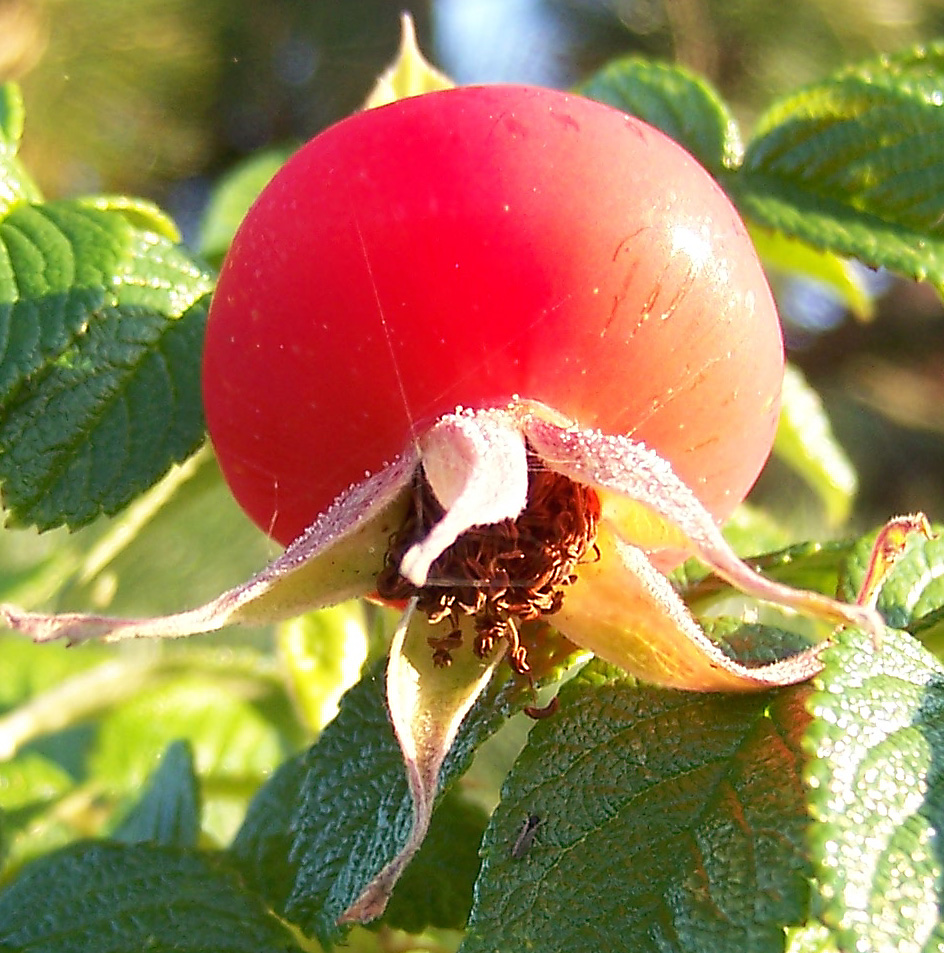
Šípek růže svraskalé

### Souplodí měchýřků
Souplodí měchýřků (latinsky follicetum) je poměrně častý typ plodu zejména u vývojově původnějších rostlin, které mají apokarní gyneceum složené ze 2 a více nesrůstajících plodolistů. Souplodí měchýřků je běžné u čeledí pryskyřníkovité (např. blatouch, upolín), láhevníkovité, tlusticovité, pivoňkovité a šácholanovité, objevuje se také u růžovitých (tavolník, tavola), rýtovitých, routovitých a dalších čeledí. Také koření badyán je souplodí jednosemenných měchýřků. Poměrně často mají souplodí měchýřků vodní jednoděložné rostliny: některé žabníkovité, šmel okoličnatý, kabombovité, kalatka, některé bařičkovité a Limnocharitaceae.
Dřevnatějící souplodí měchýřků šácholanu se nazývá šách.

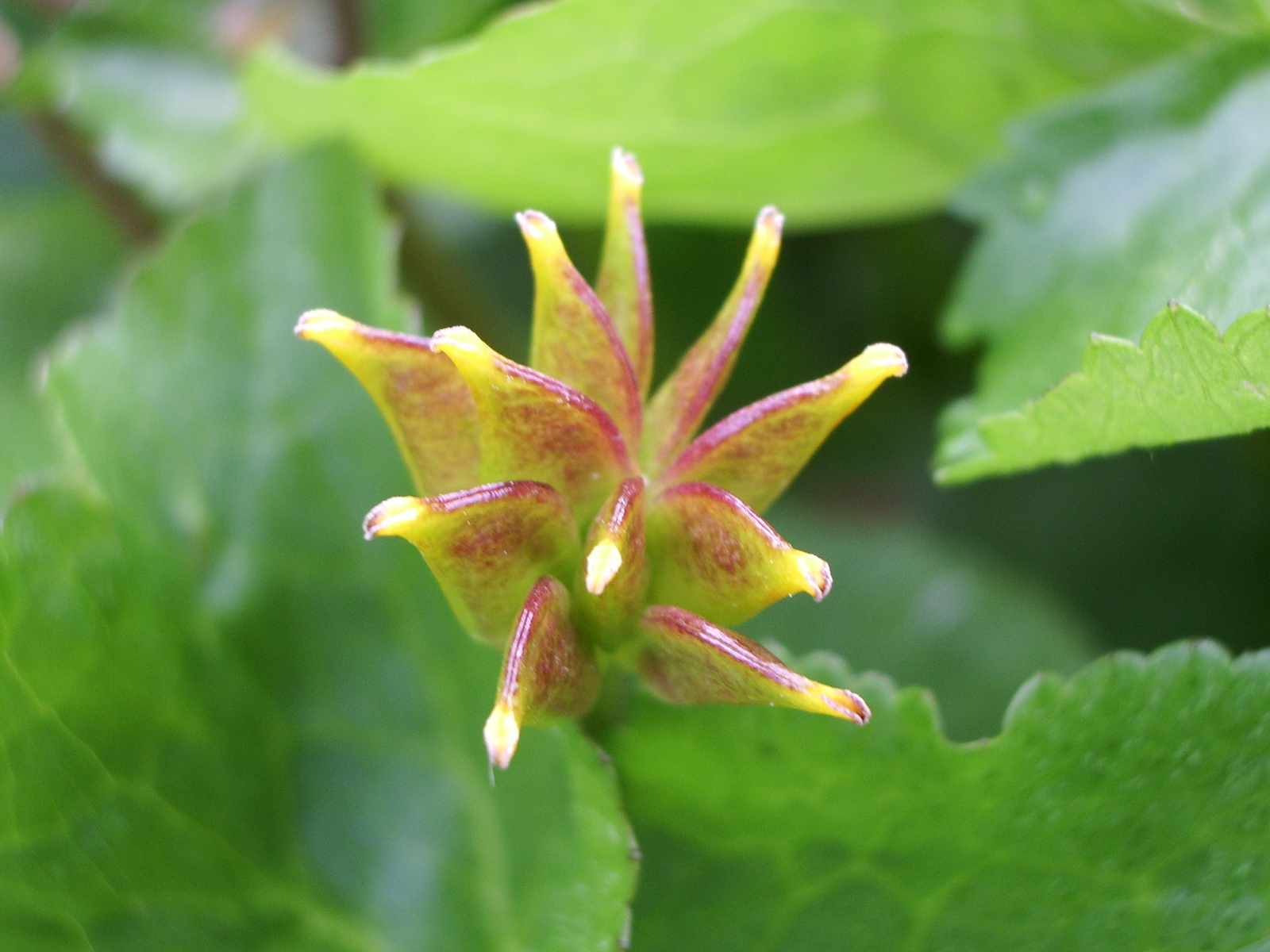
Souplodí měchýřků blatouchu bahenního
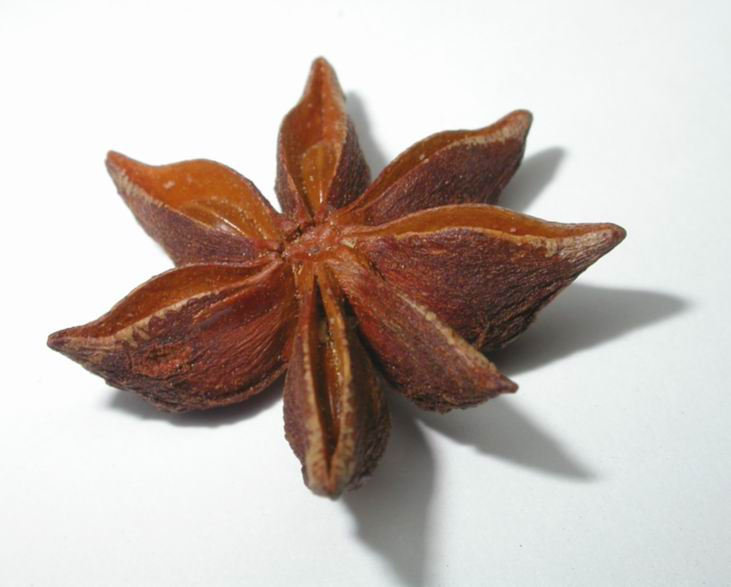
Badyán — souplodí měchýřků badyáníku pravého
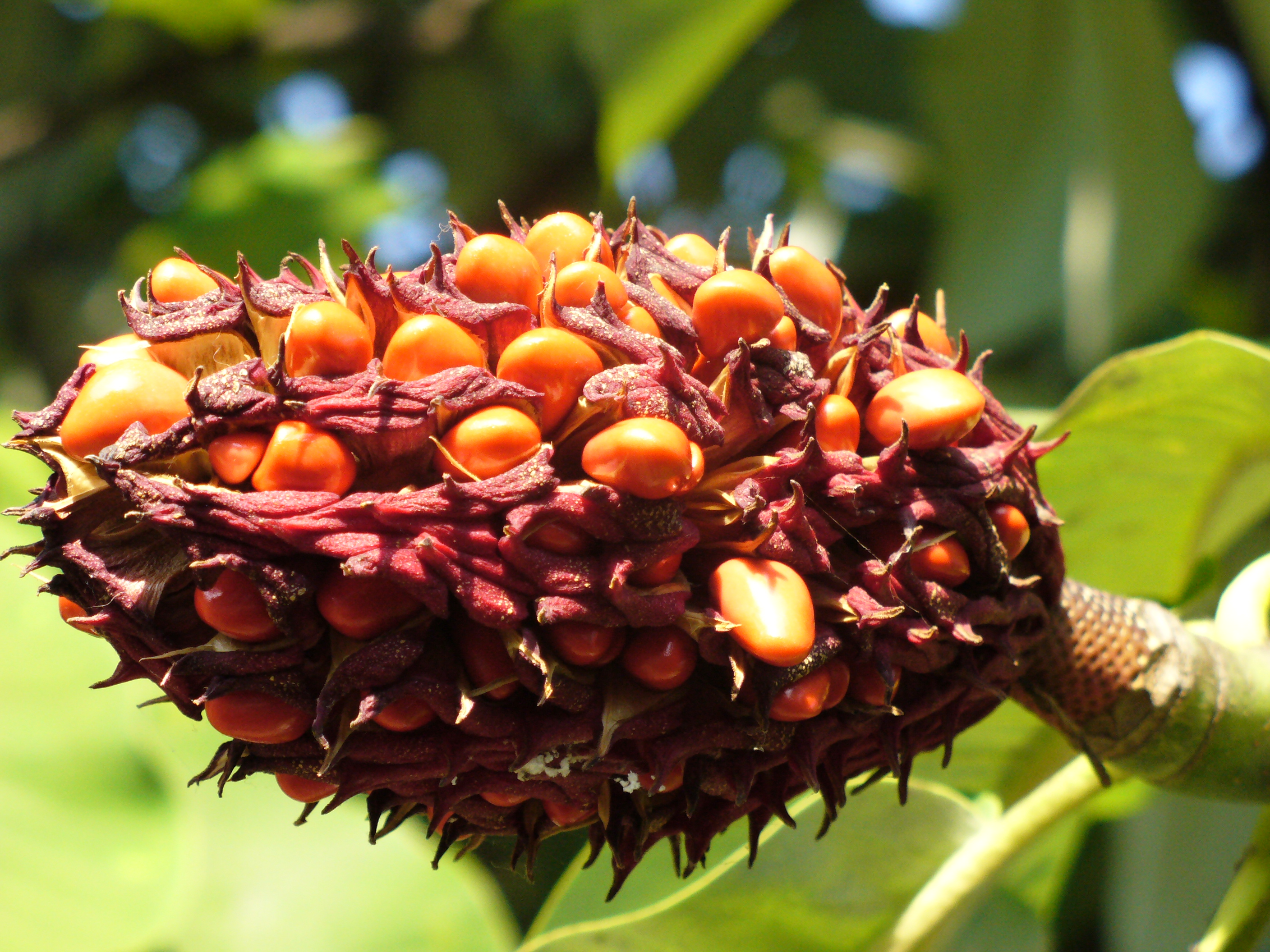
Souplodí měchýřků, tzv. šách šácholanu Magnolia hypoleuca
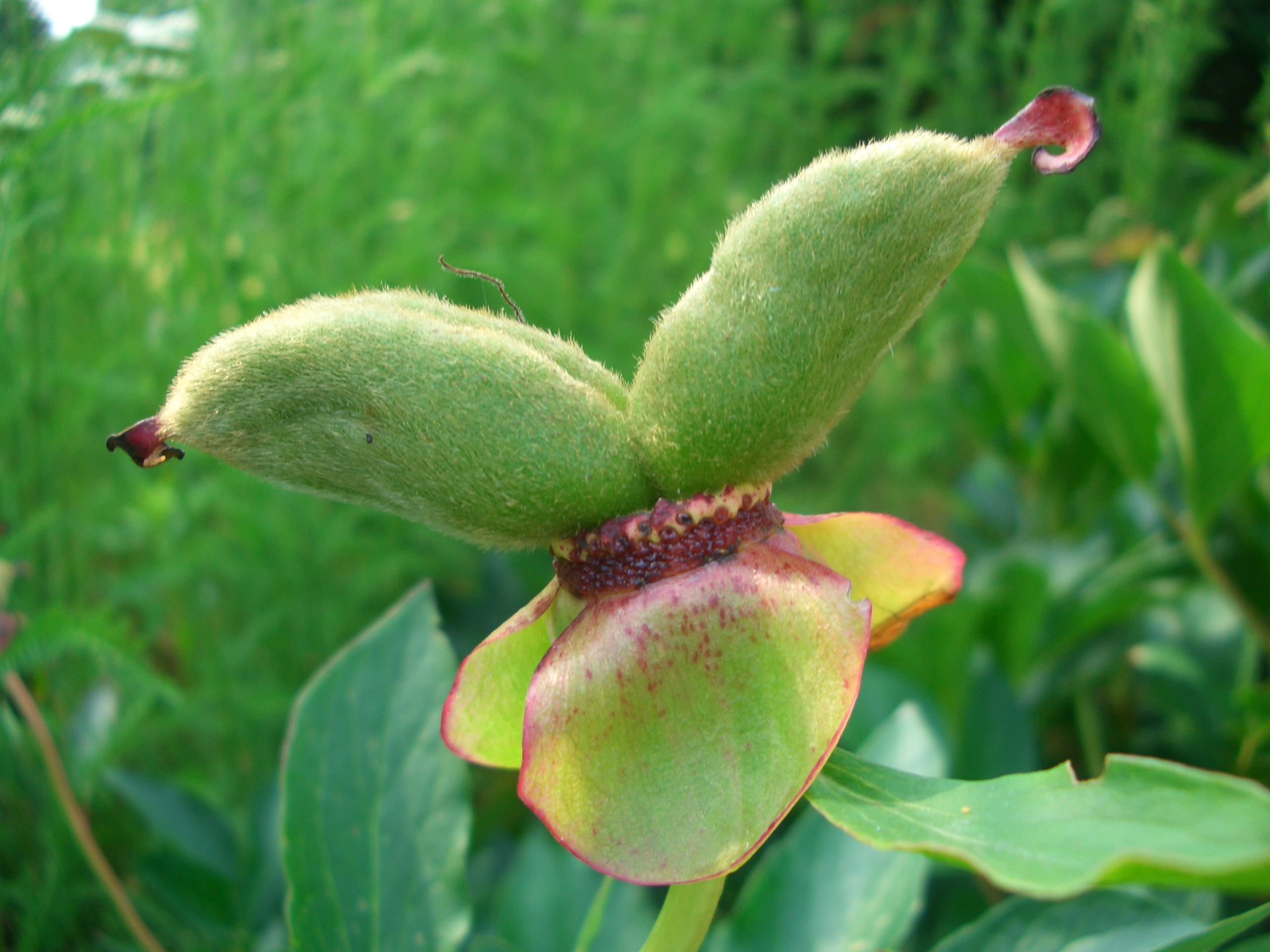
Souplodí měchýřků pivoňky Paeonia peregrina
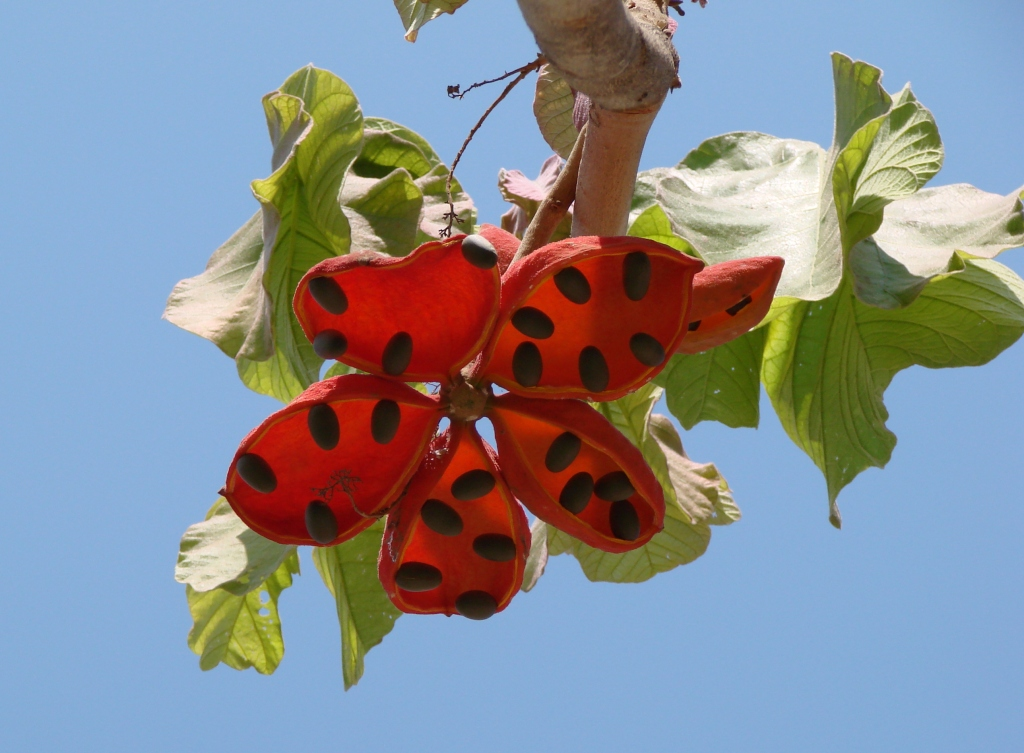
Souplodí měchýřků lejnice Sterculia striata

### Souplodí bobulí
Souplodí bobulí (baccetum) je složený dužnatý plod vznikající ze souboru samostatných pestíků apokarpního gynecea. Objevuje se zejména u vývojově starších nižších dvouděložných rostlin, jako jsou někteří zástupci čeledi láhevníkovité (např. muďoul), kadsura z čeledi klanopraškovité nebo rozpylec (Drimys) z čeledi winterovité. U vyšších dvouděložných se objevuje řidčeji, např. u vodilky kanadské z čeledi pryskyřníkovité.

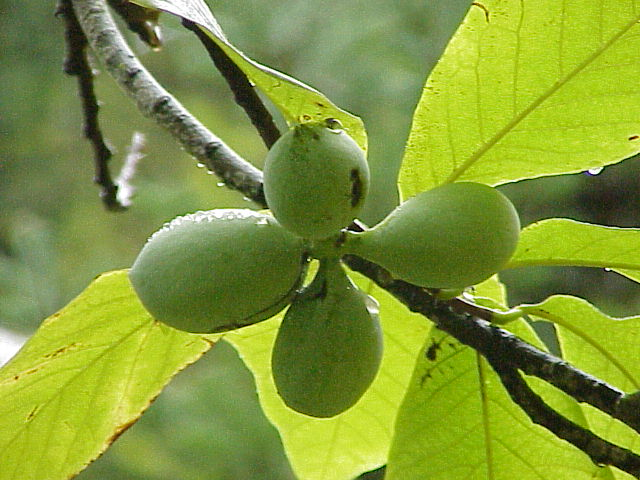
Souplodí bobulí muďoulu trojlaločného (Asimina triloba)
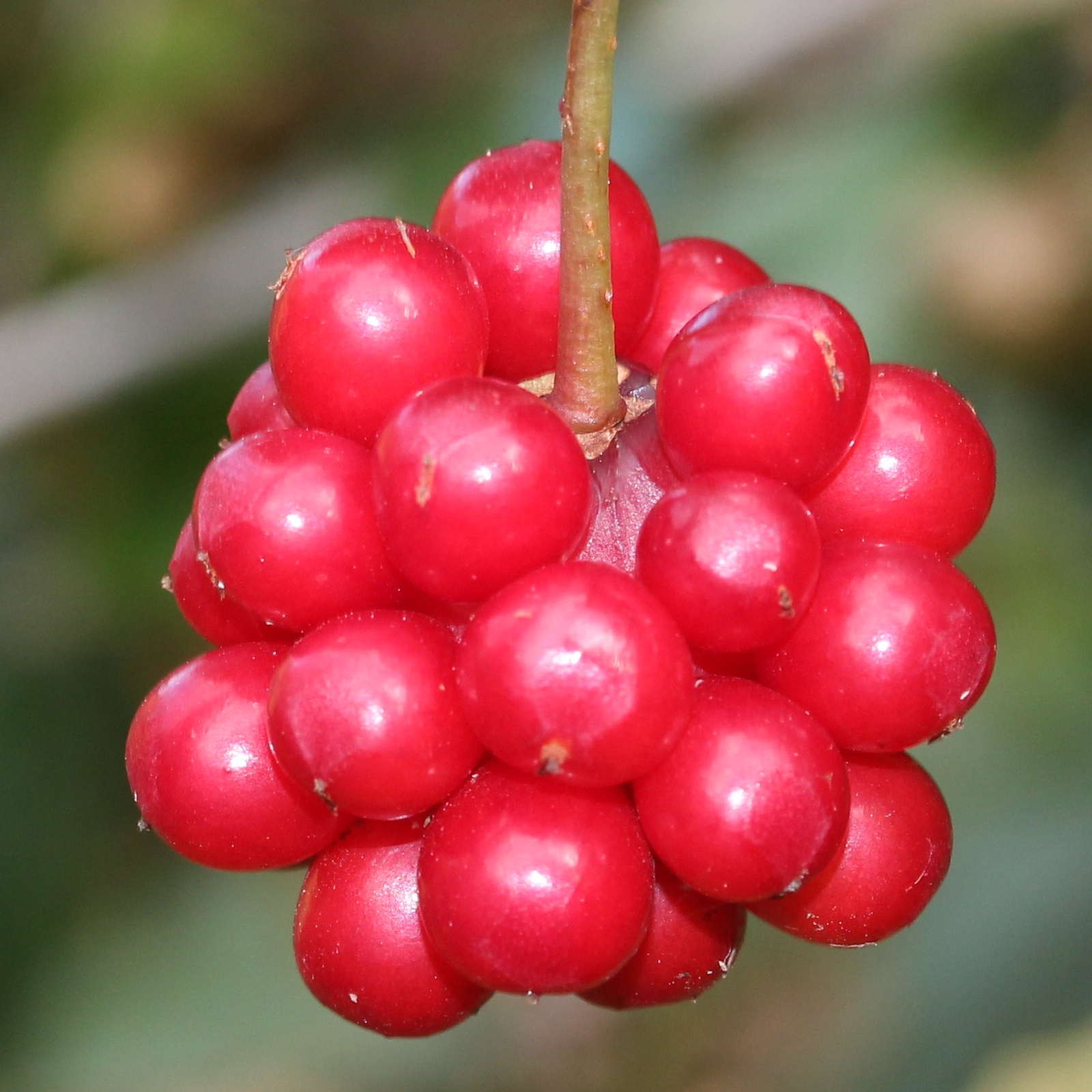
Souplodí bobulí kadsury japonské (Kadsura japonica)
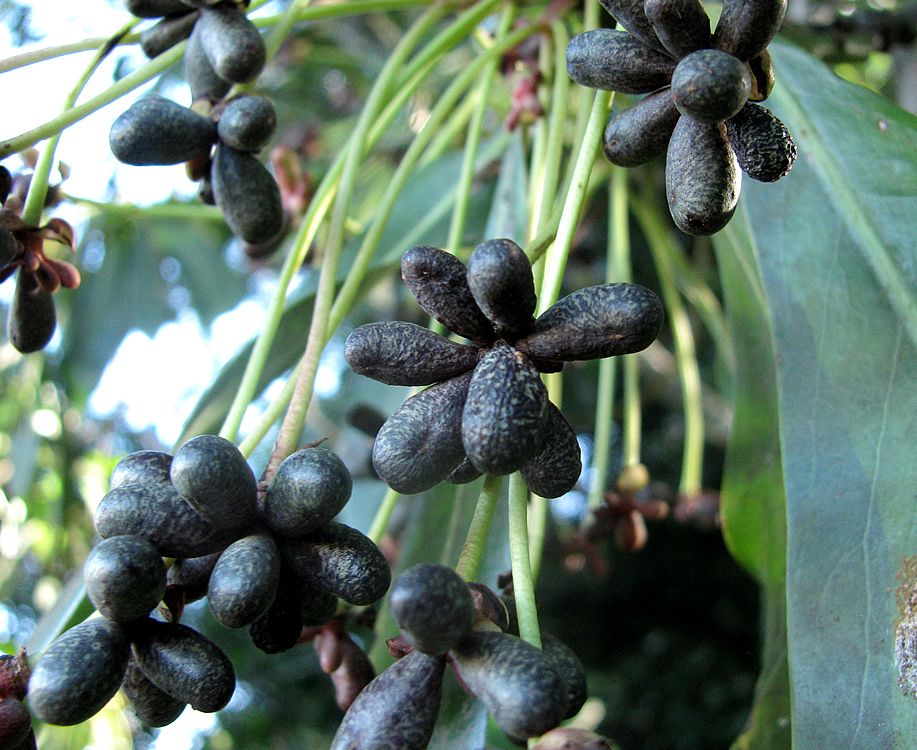
Souplodí bobulí rozpylce lékařského (Drimys winteri)